# Mein liebster Jesus ist verloren, BWV 154
Mein liebster Jesus ist verloren, BWV 154 (El meu Jesús estimat s’ha perdut), és una cantata religiosa de Johann Sebastian Bach per al diumenge després del dia de Reis, estrenada a Leipzig el 9 de gener de 1724.

## Origen i context
L'autor, desconegut, empra la segona estrofa de Jesu, meiner Seelen Wonne de Martin Jahn (1661) per al coral del tercer número, un versicle de l'evangeli de Lluc (2, 49) per al cinquè moviment i la sisena estrofa de Meinen Jesum lass ich nicht de Christian Keymann (1658) per al coral final. L'evangeli del dia Lluc (2, 41-52) narra La Pèrdua del Nen Jesús al Temple i la discussió amb els mestres de la Llei. Aquest passatge omple el llibret en un sentit figurat: l'home pecador ha perdut també Jesús al que cal retrobar i recuperar, i la disposició de la cantata ho reflecteix clarament. Els quatre primers números se centren en la pèrdua de Jesús i el desig de trobar-lo; a partir del número 5, el baix canta la resposta que Jesús dona als seus pares, quan el troben rodejat del doctors de la Llei, Jesús es fa present fins al coral final “No deixaré el meu Jesús”. No hi ha dubte que aquesta cantata fou estrenada a Leipzig l'any 1724, i que fou reinterpretada el 1735, però se sap, també, que fou composta a Weimar, tal com demostren les marques d'aigua de la partitura. Per a aquest diumenge es conserven dues altres cantates, la BWV 32 i la BWV 124.

## Anàlisi
Obra escrita per a contralt, tenor, baix i cor; dos oboès d'amor corda i baix continu. Consta de vuit números.
1. Ària (baix): Mein liebster Jesus ist verloren (El meu Jesús estimat s’ha perdut)
2. Recitatiu (tenor): Wo treff ich meinen Jesum an (On trobaré el meu Jesús)
3. Coral: Jesu, mein Hort und Erretter (Jesús, la meva salvació, el meu ajut)
4. Ària (contralt): Jesu, lass dich finden (Jesús, fes que jo et pugui trobar)
5. Arioso (baix): Wisset ihr nicht, dass ich sein muss in dem (No sabeu, que cal que estigui per les coses)
6. Recitatiu (tenor): Dies ist die Stimme meines Freundes (Aquesta és la veu del meu amic)
7. Ària (duet de contralt i tenor): Wohl mir, Jesus ist gefunden (He trobat Jesús, estic content)
8. Coral: Meinen Jesum lass ich nicht (No deixaré el meu Jesús)

El primer número és una ària de tenor amb la coda i el continu a l'estil de passacaglia o xacona; segueix un recitatiu, també de tenor, que té més interès argumental que no pas musical. El coral del tercer número amb el text indicat i la cèlebre melodia de Werde munter, mein Germütte, de la cantata BWV 147. La primera part de l'obra, destinada al retrobament de Jesús, acaba amb l'ària de contralt acompanyat pels oboès d'amor i un baseto, violes i violins, sense continu, amb què Bach vol mostrar la desemparança. L'airoso de baix, número 5, és el punt central de l'obra, la veu canta la resposta que donà Jesús als seu pares quan li retreien l'absència; cal notar que Bach fa cantar el baix, la Vox Christi per excel·lència, encara que el passatge bíblic es refereix a un nen de dotze anys. El recitatiu llarg de tenor del número dona pas al duet, de contralt i tenor, que representant el creients es feliciten per haver trobat Jesús; les dues veus, reforçades pels violins i els oboès, canten de forma paral·lela i simultània, expressen l'alegria i la joia del moment. En el coral final se sent el text indicat amb una melodia d'Andreas Hammeerschmidt de l'any 1658.Té una durada aproximada d'un quart d'hora.

## Discografia seleccionada
- J.S. Bach: Das Kantatenwerk. Sacred Cantatas Vol. 8. Nikolaus Harnoncourt, Tölzer Knabenchor (Gerard Schmidt-Gaden, director), Concentus Musicus Wien, Paul Esswood, Kurt Equiluz, Thomas Hampson. (Teldec), 1994.
- J.S. Bach: The complete live recordings from the Bach Cantata Pilgrimage. CD 4: Hauptkirche St. Jacobi, Hamburg; 9 de gener de 2000. John Eliot Gardiner, Monteverdi Choir, English Baroque Soloists, Michael Chance, James Gilchrist, Peter Harvey. (Soli Deo Gloria), 2013.
- J.S. Bach: Complete Cantatas Vol. 9. Ton Koopman, Amsterdam Baroque Orchestra & Choir, Bernhard Landauer, Christoph Prégardien, Klaus Mertens. (Challenge Classics), 2005.
- J.S. Bach: Cantatas Vol. 17. Masaaki Suzuki, Bach Collegium Japan, Robin Blaze, Gerd Türk, Peter Kooij. (BIS), 2002.
- J.S. Bach: Church Cantatas Vol. 47. Helmuth Rilling, Gächinger Kantorei, Bach-Collegium Stuttgart, Ann Murray, Adalbert Kraus, Walter Keldwein. (Hänssler), 1999.
- J.S. Bach: Cantatas for the Liturgical Year, vol. 4. Sigiswald Kuijken, La Petite Bande, Petra Noskaiova, Jan Kobow, Jan van der Crabben. (Accent), 2007.